# تشارلز بيكر (عسكري)
تشارلز بيكر (بالإنجليزية: Charles Baker)‏ هو عسكري أمريكي، ولد في 1809 في جورجتاون في الولايات المتحدة، وتوفي في 3 أغسطس 1891.